# Zieria floydii
Zieria floydii är en vinruteväxtart som beskrevs av J.A.Armstr.. Zieria floydii ingår i släktet Zieria och familjen vinruteväxter. Inga underarter finns listade i Catalogue of Life.